# 日本製薬団体連合会
日本製薬団体連合会（にほんせいやくだんたいれんごうかい、The Federation of Pharmaceutical Manufacturers' Associations of JAPAN, FPMAJ）は、製薬業界の業界団体で組織される連合。略称日薬連。

## 概要
- 所在地 - 〒103-0023 東京都中央区日本橋本町2-1-5
- 会長 -手代木功（塩野義製薬代表取締役社長）
- 設立 - 1948年（昭和23年）10月16日
- 会員 - 業態別団体14団体、地域別団体19団体
- 委員会
  - 制度調査会 - 日薬連の運営に関する調査研究
  - 企業倫理委員会 - 社会的責任、倫理に関する対応
  - 救済制度委員会 - 副作用や、生物由来製品による感染被害の救済制度に関する諸活動
  - 個人情報委員会 - 個人情報保護に関する諸活動　「製薬企業における個人情報の適正な取扱いのためのガイドライン」を制定し、運営する
  - 医薬品PLセンター運営協議会 - 医薬品PLセンター（苦情受付窓口）の運営に関する諸活動
  - 薬事委員会 - 薬事法の運用や医薬品の承認審査など、薬事行政に関する諸活動
  - 品質委員会 - 医薬品の品質保証・品質管理、医薬品の製造技術に関する研修会の実施
  - 薬局方委員会 - 日本薬局方など公定書にかかる国・総合機構との窓口事務
  - 再評価委員会 - 医薬品の再評価に関する諸活動
  - 総務委員会 - 寄付金に関する業務
  - 保健薬価研究委員会 - 薬価基準や医療保険制度に関する対応
  - 流通問題委員会 - 医療用医薬品プロモーションコードの遵守など、医薬品流通に関する諸活動
  - 中小企業対策懇談会 - 中小企業税制の対応など
  - 安全性委員会 - 医薬品の安全性や、「使用上の注意」に関する問題の対応
  - ワシントン条約関係連絡会 - ワシントン条約規制対象の動植物を由来とする生薬に関する情報収集や啓蒙活動
  - 環境委員会 - 製薬業界全体の環境対策の実施。